# 于特奈姆 (Uttenheim)
于特奈姆（法语：Uttenheim，发音：[ytənaim] 或 [utənaim]）是法国大东部大区下莱茵省塞莱斯塔-埃尔什泰因区和埃尔什泰因县（Erstein）的一个市镇。